# Olona
De Olona is een rivier in Lombardije, Noord-Italië met een lengte van 71 kilometer. Het stroomgebied voert door de provincies Varese, Como, Milaan en Pavia,
De rivier ontspringt in de omgeving van Rasa di Varese, aan de oostzijde van het bergmassief Campo dei Fiori. Op haar weg naar Milaan maakt de rivier een "val" van 435 meter, het gemiddelde hellingspercentage is 6%. Ten zuiden van de stad Varese heeft de Olona een diep dal uitgesleten, hier zal de rivier in de toekomst gestuwd gaan worden. Een groot aantal rivertjes stroomt samen met de Olona waaronder de Rio Vellone, Torrente Bevera, Rio Gaggiolo, Lanza en Roggia Selvagna. Ten zuiden van Milaan vloeit de Olona samen met Lambro Meridionale die later in de Po uitstroomt. In het westen van Milaan takt een zijrivier af van de Olona die de verwarrende naam Olona heeft, deze stroomt na 50 kilometer eveneens uit in de Po.
De belangrijkste plaatsen aan de rivier zijn:
- Varese
- Castiglione Olona
- Castellanza
- Legnano
- Rho
- Milaan